# ActiveSync
ActiveSync ist eine Software von Microsoft zur Datensynchronisation eines Windows-PCs mit einem mobilen Gerät. Es werden verschiedene Produkte von Microsoft unterstützt, ab dem Betriebssystem Windows Vista wird die Software nicht mehr unterstützt und durch Windows Mobile-Gerätecenter ersetzt.
Außerdem bezeichnet Microsoft mit dem Begriff ActiveSync weitere Dinge:
1. Ein Protokoll, das der Microsoft Exchange Server für die Kommunikation mit Windows-Mobile-Clients und anderen Geräten, die das ActiveSync-Protokoll lizenziert haben, verwendet.
2. Das Client-Programm für Windows Mobile, das das ActiveSync-Protokoll auf Handhelds mit Windows Mobile implementiert.

Sowohl ActiveSync für Windows Mobile als auch das ActiveSync-Protokoll werden von Microsoft weiterentwickelt. Im Folgenden ist ausschließlich von der ActiveSync-Software für PCs die Rede, das gleichnamige Protokoll wird im Artikel Exchange ActiveSync beschrieben.
Die Software ermöglicht einen Zugriff auf die Ordnerstruktur, Kontakte und Termine des mobilen Gerätes und synchronisiert dabei Änderungen im Personal Information Manager, die auf dem PC oder dem PDA vorgenommen wurden. Die Konvertierung von Dateitypen von der Desktopvariante in das Format des Mobilen Programms steht nur für Daten zur Verfügung, die im Microsoft-eigenen Programm Outlook, Excel, Word bearbeitet wurden. Dateien können vom Exchange-Server beziehungsweise im für Dateien bestimmten Ordner gehalten werden und werden bei einer Synchronisation abgeglichen. Andere Programme können über Lösungen fremder Anbietern mit dem mobilen Gerät synchronisiert werden.

## Kompatibilität

### PC-Betriebssysteme
| Betriebssystem             | ActiveSync-Version |
| -------------------------- | ------------------ |
| Windows 95, NT 4.0, 98, ME | 3.8                |
| Windows 2000, XP, 2003     | 4.5                |

### PDA- und Smartphone-Betriebssysteme
| Betriebssystem                          | ActiveSync-Version |
| --------------------------------------- | ------------------ |
| Windows CE 2–5/Windows Mobile 2000–2003 | 3.8                |
| Windows CE 3–5/Windows Mobile 2002–2006 | 4.5                |
| Apple iOS                               | 4.5                |

## Alternativen
Es existieren mehrere Alternativen zu ActiveSync, jeweils mit unterschiedlichem Funktionsumfang und unterschiedlicher Kompatibilität zu PC-Software und mobilen Geräten. Die meisten dieser Angebote (so zum Beispiel Intellisync Mobile Suite und Sprite Backup) sind im Gegensatz zu ActiveSync kostenpflichtig.
Im Bereich der freien Software existiert die Alternative OpenSync, die für Linux, Mac OS X und Windows kostenlos zur Verfügung steht.

## Nachfolger
Als Nachfolger von ActiveSync bietet Microsoft für Windows Vista und 7 die Software Windows Mobile-Gerätecenter als 32-Bit-Version und 64-Bit-Version an. Die Version Windows Mobile-Gerätecenter 6.1 ist nur für Smartphones zu verwenden, auf denen Windows Mobile 2003 oder höher installiert ist.